# Scilla (Kalabrien)

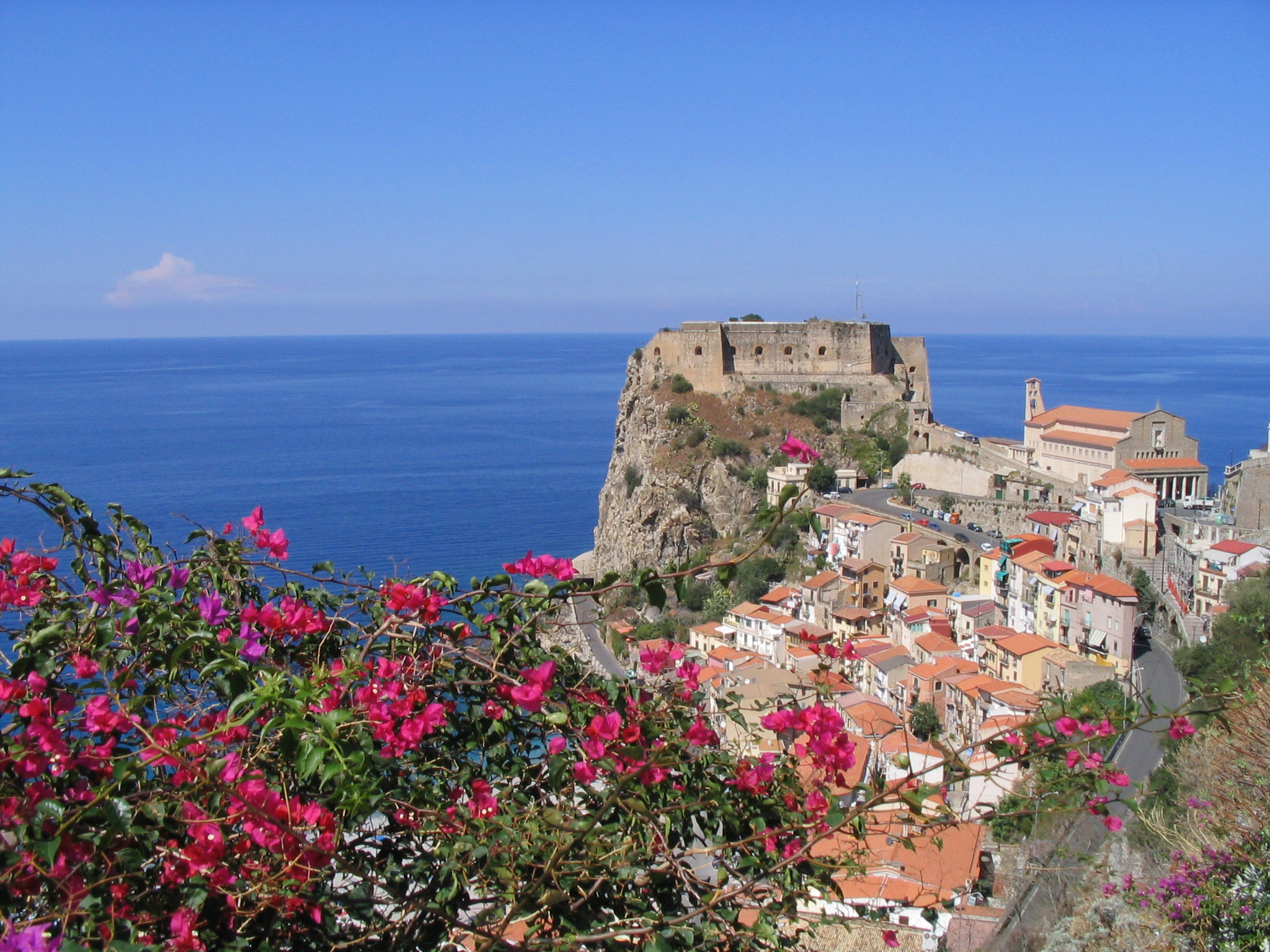
Blick auf Scilla und das Kastell Ruffo

Scilla ist eine italienische Gemeinde (comune) mit 4517 Einwohnern (Stand 31. Dezember 2023) in der Metropolitanstadt Reggio Calabria, Region Kalabrien.

## Lage und Daten
Scilla liegt 28 Kilometer nördlich von Reggio Calabria direkt an der Straße von Messina. Haupterwerbszweige sind Fischerei und Tourismus.
Die Nachbargemeinden sind Bagnara Calabra, Fiumara, Roccaforte del Greco, San Roberto, Sant’Eufemia d’Aspromonte, Santo Stefano in Aspromonte, Sinopoli und Villa San Giovanni.

## Geschichte
Scilla war das antike Scyllaeum. Im Jahr 42 v. Chr. fand vor Scyllaeum eine Seeschlacht zwischen Octavian, dem späteren Kaiser Augustus, und Sextus Pompeius, dem Sohn des großen Pompeius, statt. Im Mittelalter wurde Scilla von Sarazenen und den Normannen erobert. 1783 wurde der Ort von einem Erdbeben und Tsunami teilweise zerstört.

## Sehenswürdigkeiten

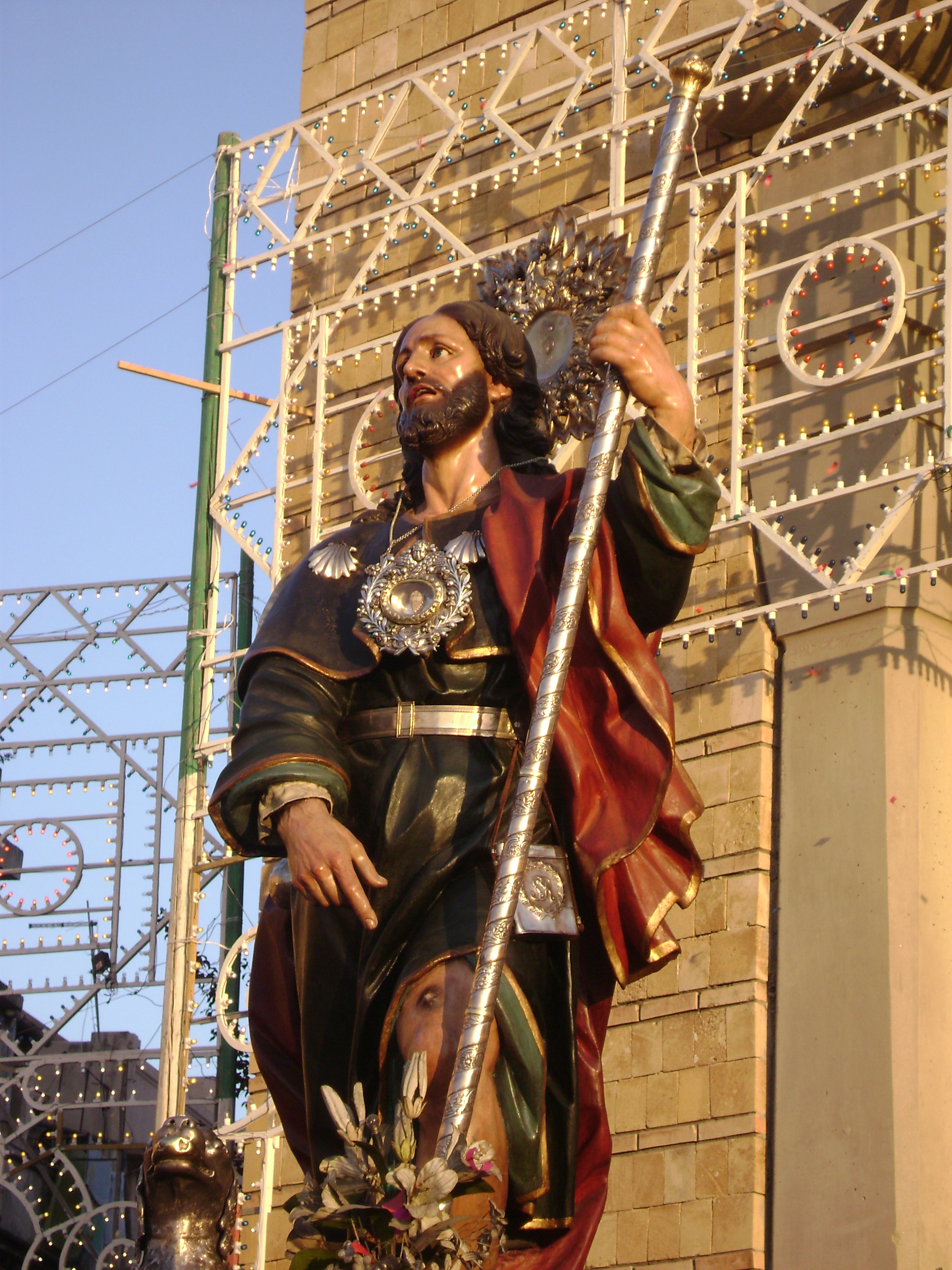
Statue des San Rocco

Sehenswert sind die Chiesa dello Spirito Santo aus dem 18. Jahrhundert mit einer Barockfassade und die Chiesa dell’Immacolata. Diese wurde im 20. Jahrhundert vollständig umgebaut und zeigt ein Mosaik der Stadt. Oberhalb der Chiesa dell’Immacolata liegt das Kastell der Familie Ruffo, die vom 16. bis Anfang des 19. Jahrhunderts über die Stadt herrschte.
Der Schutzheilige der Stadt ist San Rocco.

## Mythologie
Nach einer antiken Legende soll hier das aus der griechischen Mythologie bekannte Meeresungeheuer Skylla gehaust haben und beim gegenüberliegenden sizilischen Messina das Pendant Charybdis.

## Persönlichkeiten
- Kenneth Viglianisi (* 1992), Basketballspieler